# Иравати
Иравати (санскр. इरावती, IAST: Irāvatī) — персонаж индийской мифологии. Она является дочерью Кадру и Кашьяпы. Она наг, а также богиня священной реки Рави. Мать трёх сыновей, среди которых ездовое животное Индры — слон Айравата.

## Происхождение
По легенде, её мать - Кадру, запросила у Кашьяпы дар, иметь тысячу детей. Она получила свой дар, и родила именно столько сынов и дочерей. Среди них наиболее выделяются Шеша, Васуки, Иравати и Манаса. Именно эти дети стали прародителями всех нагов и змей в мире. 